# Royal Marine Commandos

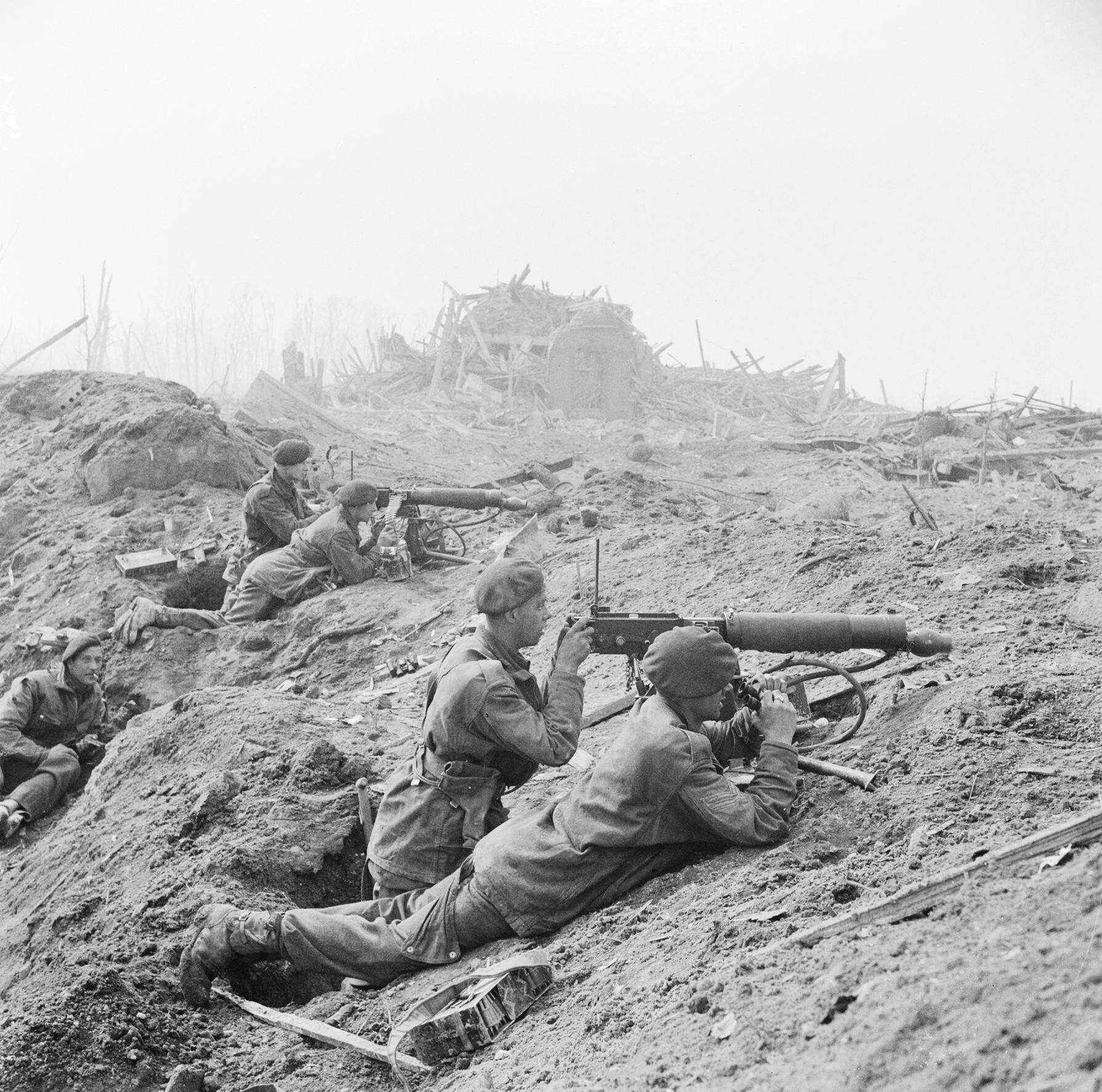
Brittiska commandos med kulsprutor utanför Wesel 23 mars 1945.

Royal Marine Commandos, Commandos, en brittisk militär enhet synonym med det svenska begreppet "Jägare" och det amerikanska "Ranger". Royal Marine Commandos är ett som sedan grundandet under andra världskriget anses vara ett elitförband. Den gröna baskern som symboliserar commandosoldaterna har kommit att markera tillhörighet till den militära eliten i hela västvärlden.

## Terminologi
Termen commandos är ett portugisiskt ord hämtat ur boerkrigen. Under boerkriget användes termen för valda delar av den sydafrikanska milisen, som trots vissa disciplinära problem kom att vinna britternas respekt på grund av dugliga skyttar, god hand med hästar och uthållighet i de gerillastrider som utkämpades.

## Det andra världskriget
Under 1940-talet kom blev commandos titeln på de elitenheter som rekryterades och genomförde amfibieräder mot axelmakternas befästningar längs bland annat medelhavs- och atlantkusten. Commandoenheterna utbildades till stor del i Skottland och rekryteringen lockade såpass många dugliga soldater, att det reguljära försvaret vid enstaka tillfällen sökte stoppa förbandets utveckling, vilket dock hindrades av bland andra Churchill. Utbildningen av commandosoldaterna kom med tiden att bli modell för stora delar av drillen inom övriga försvaret.

## Den gröna baskern
Den gröna baskern valdes som huvudbonad eftersom man behövde ett skydd för huvudet. Det är viktigt att notera att vid den här tiden användes baskern sedan länge som skydd av stridsvagnsbesättningar i buken på sina fordon och hade således en praktisk funktion. Att valet föll på den gröna färgen brukar härledas till det enkla faktum att den skarpare röda färgen redan tagits i anspråk av de brittiska fallskärmsjägarna eller luftburna enheterna, "Paras", som i samma anda behövde skydda huvudet vid till exempel fall- och hoppövningar.

## Commandos som inspiration
Arméns commandoenheter gav i sin tur upphov till andra enheter och inspirerade bland annat löjtnanten David Stirling att skapa Special Air Service. Ur Royal Marine Commandos kom mindre specialförbandsenheter sedermera att bilda embryot till marina versionen av SAS, Special Boat Service.

## Efterkrigstiden
De flesta commandoenheter lades ned efter krigsslutet 1945, med undantag av de fallskärmsburna commandoenheterna, Parachute Regiment och Royal Marine Commandos. Royal Marine Commandos behöll ett fåtal enheter och i olika tappning har förbandet deltagit i så gott som samtliga konflikter/krig där brittiska intressen funnits efter 1945: Malysia, Borneo, Uganda, Kenya, Tanganyika, Egypten, Cypern, Falklandsöarna, Nordirland och Balkan etc.